# Mlynářka (odrůda révy vinné)

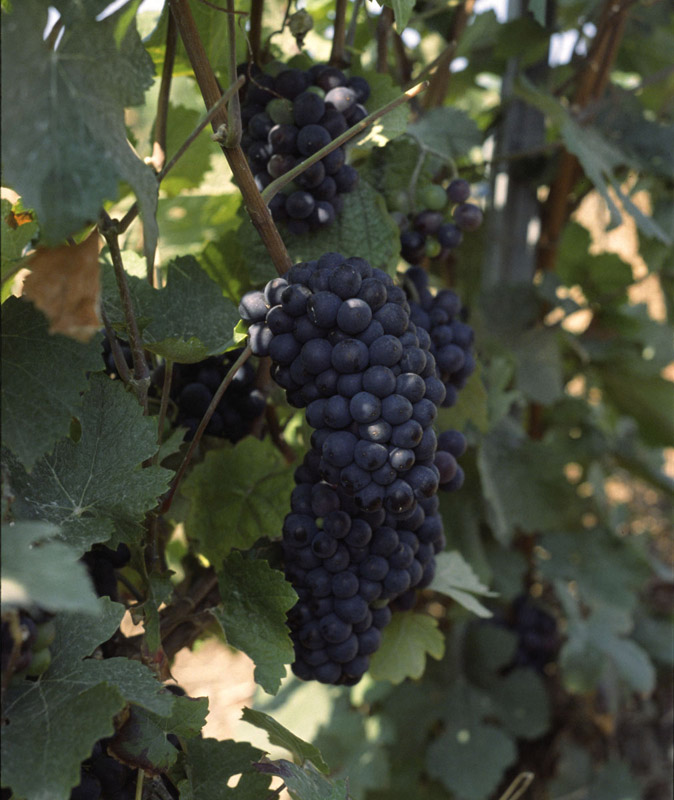
Pinot Meunier, Champagne, Francie

Mlynářka (mezinárodně používaný název Pinot Meunier) je starobylá, středně pozdní moštová odrůda révy vinné (Vitis vinifera), pravděpodobně mutace odrůdy Rulandské modré (Pinot Noir), pocházející patrně z oblasti Burgundska, odkud je zmíněna poprvé již v 16. století. Odrůda je tradičně používána k výrobě červených vín, ale je též jednou ze tří odrůd, povolených k výrobě francouzských klasických šumivých vín v oblasti Champagne.

## Popis

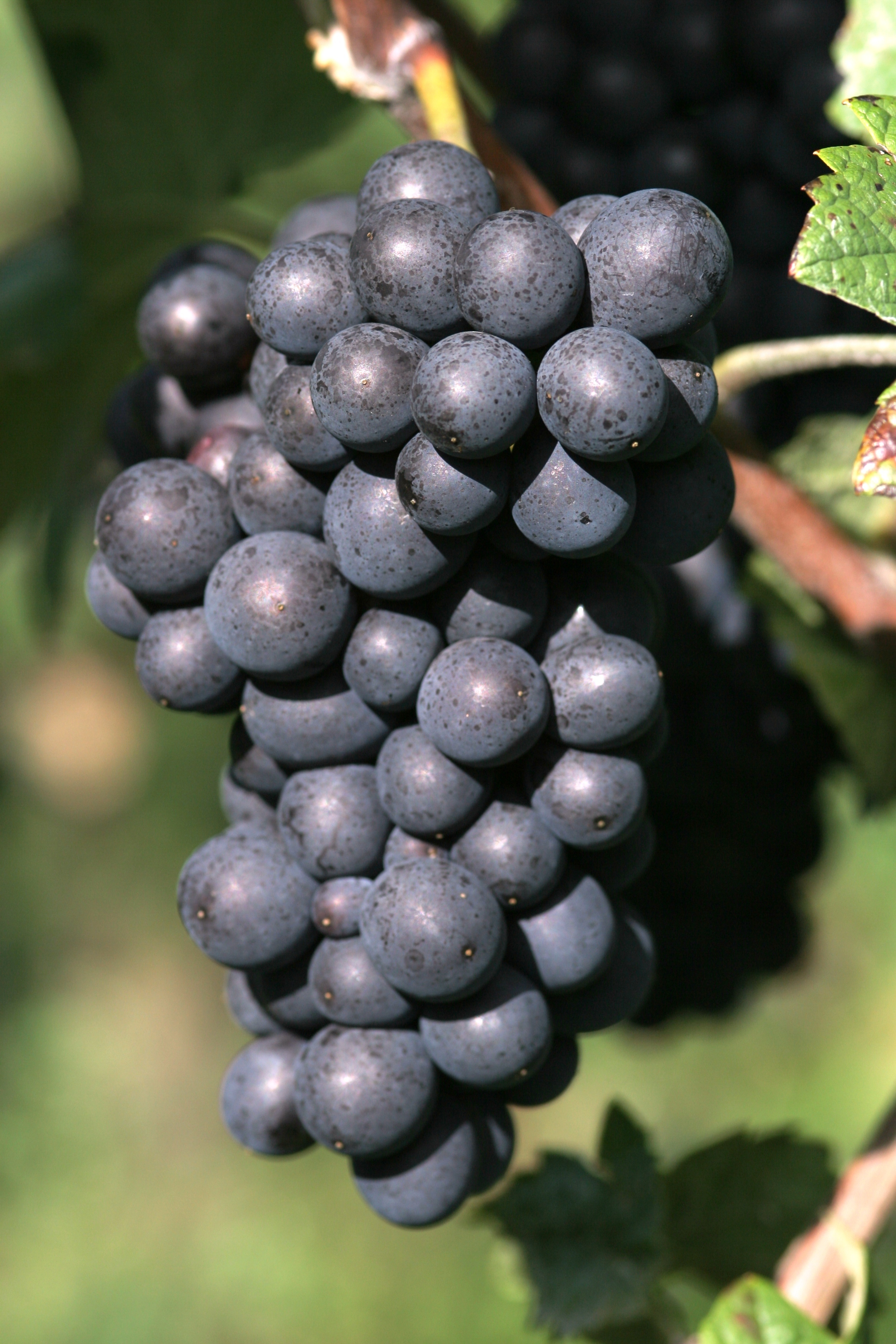
Hrozen odrůdy Mlynářka, Slovinsko

Réva vinná (Vitis vinifera) odrůda Mlynářka je jednodomá dřevitá pnoucí liána dorůstající v kultuře až několika metrů. Kmen tloušťky až několik centimetrů je pokryt světlou borkou, která se loupe v pruzích. Úponky révy jsou středně dlouhé, umožňují této rostlině pnout se po pevných předmětech. Růst je středně bujný. Vrcholky letorostů jsou otevřené, silně plstnaté, velmi silně bíle vlnatě ochmýřené, málo až průměrně pigmentované antokyaniny, na okrajích růžové, mladé lístky jsou žlutozelené. Jednoleté réví je tmavohnědé.
Listy jsou malé až středně velké, okrouhlé, pětilaločnaté se středně hlubokými až hlubokými výkroji, které mají oblé, někdy až ploché dno, líc listu je jasně zelený, lesklý, lehce vrásčitý, mírně až drsně puchýřnatý, rub listu je hustě bíle plstnatý (ale existují klony, které mají rub listu takřka lysý), okraj listu je tupě zoubkovaný. Řapíkový výkroj je lyrovitý, úzce otevřený až mírně překrytý, se zaostřeným dnem, řapík je středně dlouhý, narůžovělý, žilnatina v oblasti napojení řapíku je málo pigmentovaná antokyaniny.
Oboupohlavní pětičetné květy v hroznovitých květenstvích jsou žlutozelené, samosprašné. Hrozny jsou malé až středně velké (102 g), válcovitě-kuželovité, husté, kompaktní. Bobule jsou malé až středně velké, mírně oválné až okrouhlé, černomodré, s řídkou dužinou plné chuti. Hrozny dozrávají dříve, než hrozny odrůdy Rulandské modré, jsou také poněkud menší, stejně jako bobule, které také mají světlejší barvu.

## Původ a rozšíření
Mlynářka je stará francouzská moštová odrůda vinné révy (Vitis vinifera). Hypotéza rakouského ampelografa Ferdinanda Regnera, že je jednou z rodičovských odrůd odr. Rulandské modré  je, zdá se být, překonána výsledky novější studie, podle které je naopak Mlynářka pozdější mutací odrůdy Rulandské modré. Tato studie také prokázala, že odrůda vzhledem ke genové mutaci nereaguje na rostlinný růstový hormon kyselinu giberelovou, což vysvětluje nejen rozdílný průběh a dobu zrání odrůdy, ale i nižší růst a velikost listů, bobulí atd.
Mlynářka pochází patrně z oblasti Burgundska, kde je zmíněna poprvé již v 16. století. Ve Francii byla roku 2011 pěstována v počtu 15 klonů na 11.090 hektarech vinic, převážně v oblasti Champagne, kde tvoří až 30 % plochy vinic, většina ostatních vinic se nachází v údolí řeky Marny. Tvoří zde součást cuvée vín AOC Moselle, Champagne, Côtes de Toul, Touraine, Touraine-Noble Joué a Orléans.
Mimo Francii najdeme odrůdu v Německu, roku 2007 na 2.397 ha vinic, tři čtvrtiny ploch jsou v oblasti Württembersko. Dále je pěstována například v Austrálii a v USA, převážně v Kalifornii (Los Carneros AVA, Napa Valley AVA, Russian River Valley AVA, North Coast AVA, Sonoma Coast AVA und Mendocino AVA), v Oregonu, Pensylvánii a Marylandu.
Ve Státní odrůdové knize České republiky není odrůda zapsána, není uvedena ani mezi odrůdami, ze kterých je dovoleno vyrábět zemská vína. V České republice se pěstuje pouze vzácně.

## Název
Mezinárodní název skupiny „Pinot“ vychází z francouzského slova „pin“, v překladu „pinie, borovice“. Hrozen odrůd této skupiny je totiž poměrně malý a velmi kompaktní, svým vzhledem opravdu může připomínat ještě uzavřenou šišku borovice pinie.
Přídomek „meunier“ v překladu z francouzštiny „mlynář“ je odvozen od intenzivně plstnatého vrcholku letorostů, který vypadá, jakoby byl posypaný moukou. Z jiných zdrojů sice vyplývá, že jakoby posypaná moukou se zdá být spodní strana listů, ale to na věci nic nemění.
Český název „mlynářka“ má stejný původ, podobně je tomu u mnoha dalších názvů odrůdy v jiných jazycích. Názvu „rulandské“ tato odrůda, na rozdíl od většiny dalších odrůd ze skupiny Pinot unikla pouze proto, že u nás nikdy nebyla příliš rozšířená.
Další, lokálně používaná synonyma odrůdy Mlynářka jsou : Auvergnat Gris, Auvernat Gris, A. Meunier, Black Cluster, Blanc Meunier, Blanche Feuille, Blaue Postitschtraube (Rakousko, Štýrsko), Blauer Riesling, Bourgogne Miller's, Carpinet, Cerny Mancujk, C. Moucznjak, Crédinet, Enfariné, Farineux, F. Noir, Fernaise, Feuille Blanche, Frésillon, Fromenté, Frühe Blaue Müllerrebe, Frühe Müllerrebe, Goujean, Goujeau, Gris Meunier, Meunier (Rakousko, Itálie, USA, Francie), M. Gris, M. Negro (Španělsko), Meusnier, Miller Grape, Miller's Burgundy, Miller's Grape, Molnar Toke, M. Toke Kék, Molnarszölö, Morillon Tacone, M. Taconne, Morone Farinaccio (Itálie), Moučník, Müller, Müllerrebe, Müllertraube, Müllerweib, Munier, M. Grape, Noirien de Vuilapans, Noirin Enfariné, Noirien de Vuillapans, Ordinäre Müllerrebe, Pineau Meunier, Pinot Mene, P. Femelle, Pino Meine, Pinot Negro, Plant de Brie, P. Meunier, P. Munier, Postič (Slovinsko), Postitschtraube (Rakousko, Štýrsko), Rana Modra Mlinarina, R.M. Mlinarica (Slovinsko), R.M. Molinaria, Resseau, Riesling Noir, Ryzlink Černý, Sarpinet, Schwarzblaue Müllerrebe, Schwar(t)zriesling (Rakousko, Německo, Kanada), Schwarzer Riesling, Trézillon, Wrotham Pinot (Kanada).

## Mutace odrůdy, možné záměny
Mutací odrůdy Mlynářka vznikla odrůda Samtrot. Byla objevena roku 1928 v Německu, ve vinohradu v Heilbronnu a dále selektována. Je pěstována výhradně v oblasti Württembersko, v okolí Heilbronnu, na 321 ha roku 2003. Málo výnosná odrůda kvalitou Mlynářku převyšuje, dává harmonická, sametově hebká vína nižší acidity.
V katalogu odrůd VIVC jsou dále uvedeny ještě moštové odrůdy Meunier Court Maille a Meunier Téte de Negre s udáním místa původu Francie, jedná se snad o starší mutace odrůdy, které náleží spíše do její synonymiky.
Název Meunier Blanc je synonymem odrůdy Savagnin Blanc, tedy Tramín bílý.
Odrůdu Wrotham Pinot [rootum pinó] řadí katalog VIVC do synonymiky odrůdy Mlynářka. Byla nalezena v 50. letech 20. století u obce Wrotham v hrabství Kent na jihovýchodě Anglie. Stáří keře bylo odhadováno na 200 let. Odrůda je vzhledem podobná odrůdě Mlynářka, je odolnější vůči houbovým chorobám, dozrává o dva týdny dříve a dosahuje vyšší cukernatosti moštu. Geneticky je identická s odrůdou Rulandské modré, stejně jako další mutace této odrůdy, mj. i Mlynářka.

## Pěstování
Réví vyzrává dobře, odrůda je odolná vůči zimním mrazům, nemá velký sklon ke sprchávání. Plodnost je střední, pravidelná, 7–13 t/ha při cukernatosti 19–24 °NM (v Německu 78–81 °Oe) a aciditě 8–12 g/l. hodí se pro většinu vedení, dobře snáší i krátký řez, vhodné jsou podnože SO 4, T 5C, 125 AA, 5 BB.

### Fenologie
Odrůda raší středně pozdně, tři dny po Chasselas, takže nebývá ohrožována pozdními jarními mrazy, kvetení je středně pozdní, dozrává středně pozdně, půl týdne po Chasselas, u nás koncem září až začátkem října.

### Choroby a škůdci
Odrůda má průměrnou odolnost vůči plísni révové (Plasmopara viticola) a padlí révovému (Uncinula necator), citlivější je vůči plísni šedé (Botrytis cinerea), hůře odolává také hnilobě hroznů.

### Poloha a půdy
Odrůda má na půdy a klima o něco nižší požadavky, než Rulandské modré, nejlépe jí vyhovují teplé a slunné polohy, záhřevné, hlinitopísčité půdy, snáší i půdy s vyšším obsahem vápníku. V uléhavých a vlhkých půdách je citlivá na chlorózu.

## Víno

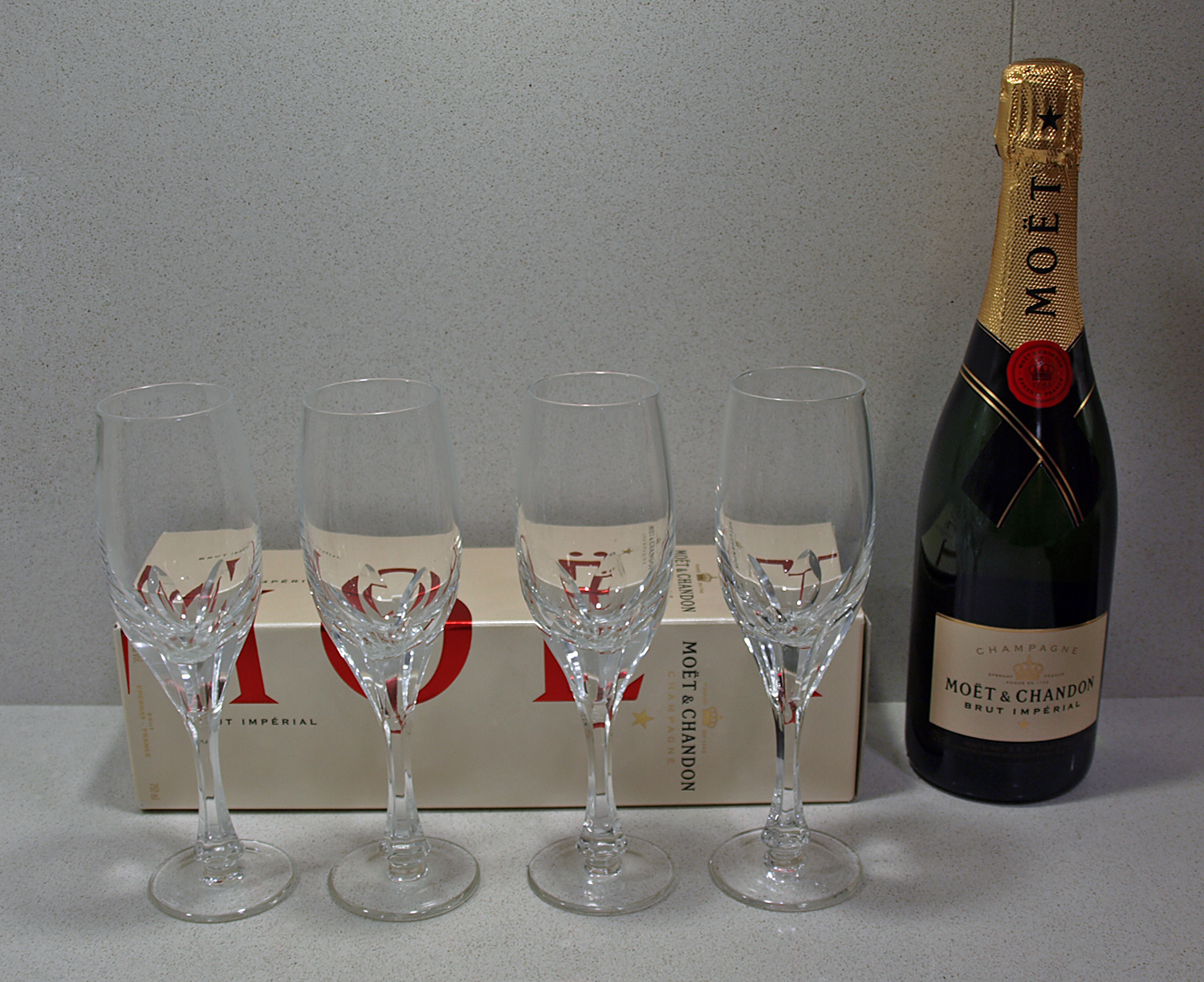
Moët & Chandon, Champagne

V oblasti Champagne slouží odrůda hlavně k výrobě tradičních sektů (tvoří zde až 30 % osazené plochy vinic). Lisováním celých hroznů bez předchozí macerace se získávají bílé mošty. Mladá bílá vína se scelují s víny dalších dvou odrůd, Rulandské modré a Chardonnay, a připravuje se tak cuvée pro druhotné kvašení na lahvích.
Odrůdová červená vína nejsou tak plná jako Rulandské modré, kterému se typově podobají, mají o něco světlejší rubínovou barvu s cihlově červenými reflexy, mívají nižší obsah alkoholu, vyšší aciditu, jsou svěží, ovocitá, jemně kořenitá, nevtíravá a jemná v chuti i aroma, rychleji vyzrávají. V aroma můžeme objevit jemné hořkomandlové tóny, banány, maliny, jablka (renety), u starších ročníků v lahvové zralosti sušené švestky.
V Německu, v oblasti Württembersko, tvoří Mlynářka součástí růžových vín, pojmenovaných „Schillerwein“.

### Stolování
Červená odrůdová vína jsou vhodná k pečenému vepřovému a jehněčímu masu a k sýrům s výraznější chutí, růžová vína hlavně k předkrmům či krémovým polévkám.

### Multimédia
- Ing. Radek Sotolář : Multimediální atlas podnožových, moštových a stolních odrůd révy, Mendelova zemědělská a lesnická universita Brno, zahradnická fakulta v Lednici
- Martin Šimek : Encyklopédie všemožnejch odrůd révy vinné z celýho světa s přihlédnutím k těm, co již ouplně vymizely, 2008–2012